# Gerhard Vontra

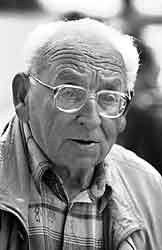
Gerhard Vontra während der Arbeit an einer Zeichnung (2004)

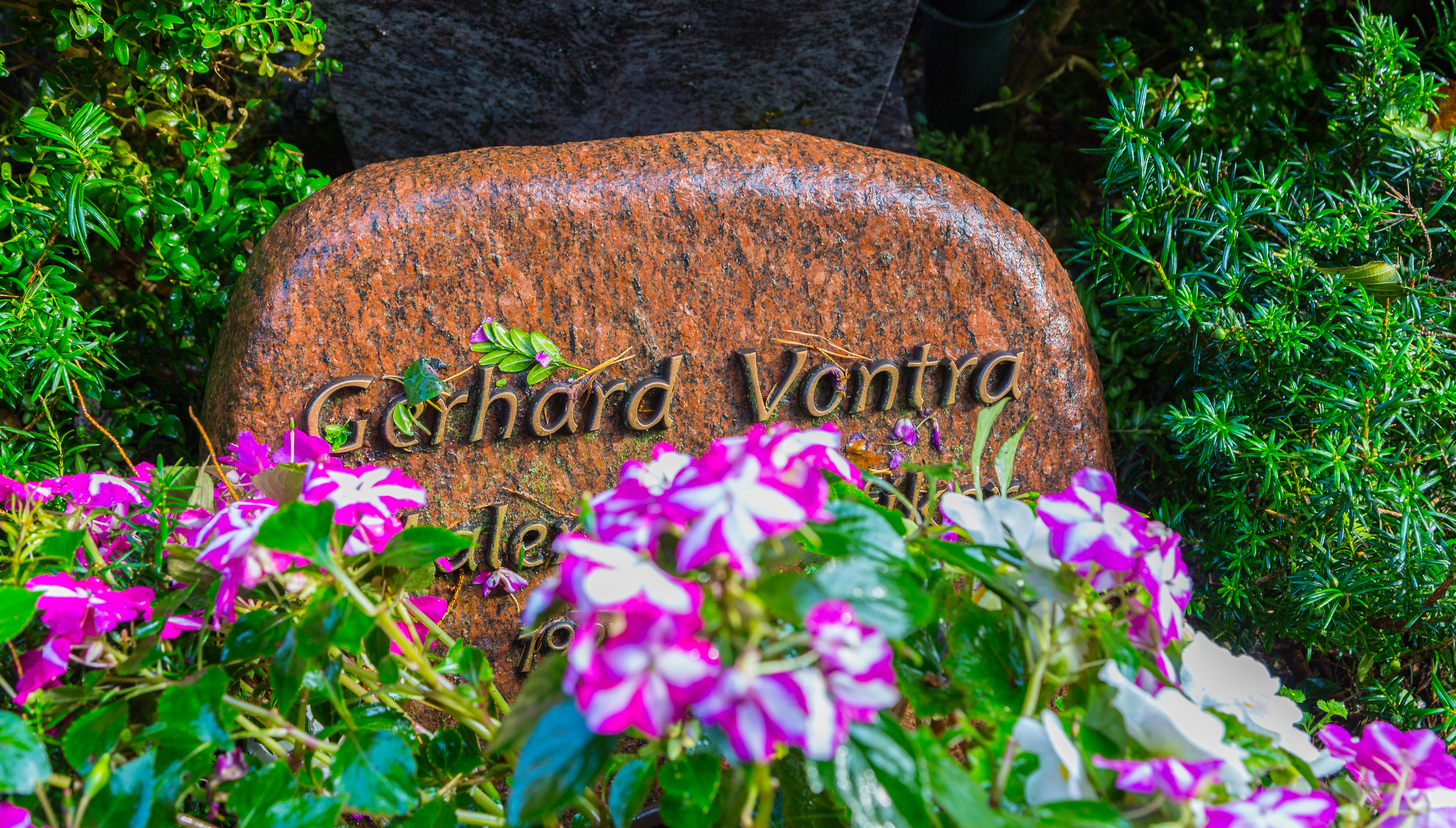
Grab von Gerhard Vontra auf dem Kirchhof der Seemannskirche Prerow.

Gerhard Vontra (* 12. August 1920 in Altenburg; † 23. April 2010 in Prerow) war ein deutscher Zeichner und Karikaturist.

## Leben
Gerhard Vontra studierte an der Kunstakademie Leipzig und München. Einer seiner Lehrmeister war der Norwegische Zeichner der Satirezeitschrift Simplicissimus Olaf Gulbransson.  Als Soldat diente er im Zweiten Weltkrieg bei der Infanterie.
Nach 1945 war er Lehrer für Grafik und Malerei an der Volkshochschule Altenburg, wo u. a. die spätere Grafikerin Ursula Jobst seine Schülerin war. Seine Karriere begann Vontra Mitte der 1950er Jahre bei dem Satiremagazin Eulenspiegel.
Auf Seereisen mit Handelsschiffen gelangte er nach Indien, Mexiko, Kuba, Sri Lanka, Bangladesh, Thailand, Japan, Marokko und Tansania. Er malte auf den Schiffen und unzählige Straßenszenen der bereisten Länder.

„Ich suche das Ursprüngliche. Mich verführt alles zum Zeichnen, und ich fülle ohne Auftrag meine Mappen und Kästen mit Zeichnungen. Ich wüßte kein Rezept, wie man Begeisterung am Dasein erzeugen kann, aber ich selbst freue mich auf jeden Tag.“

Sein Grab befindet sich auf dem Kirchhof der Seemannskirche in seiner Wahlheimat Prerow auf dem Darß, wo er seit 1950 regelmäßig in den Sommermonaten lebte und malte.

## Museen und öffentliche Sammlungen mit Werken Vontras (unvollständig)
- Altenburg: Lindenau-Museum
- Königs Wusterhausen: Stiftung Museen für Humor und Satire[2]

## Werke

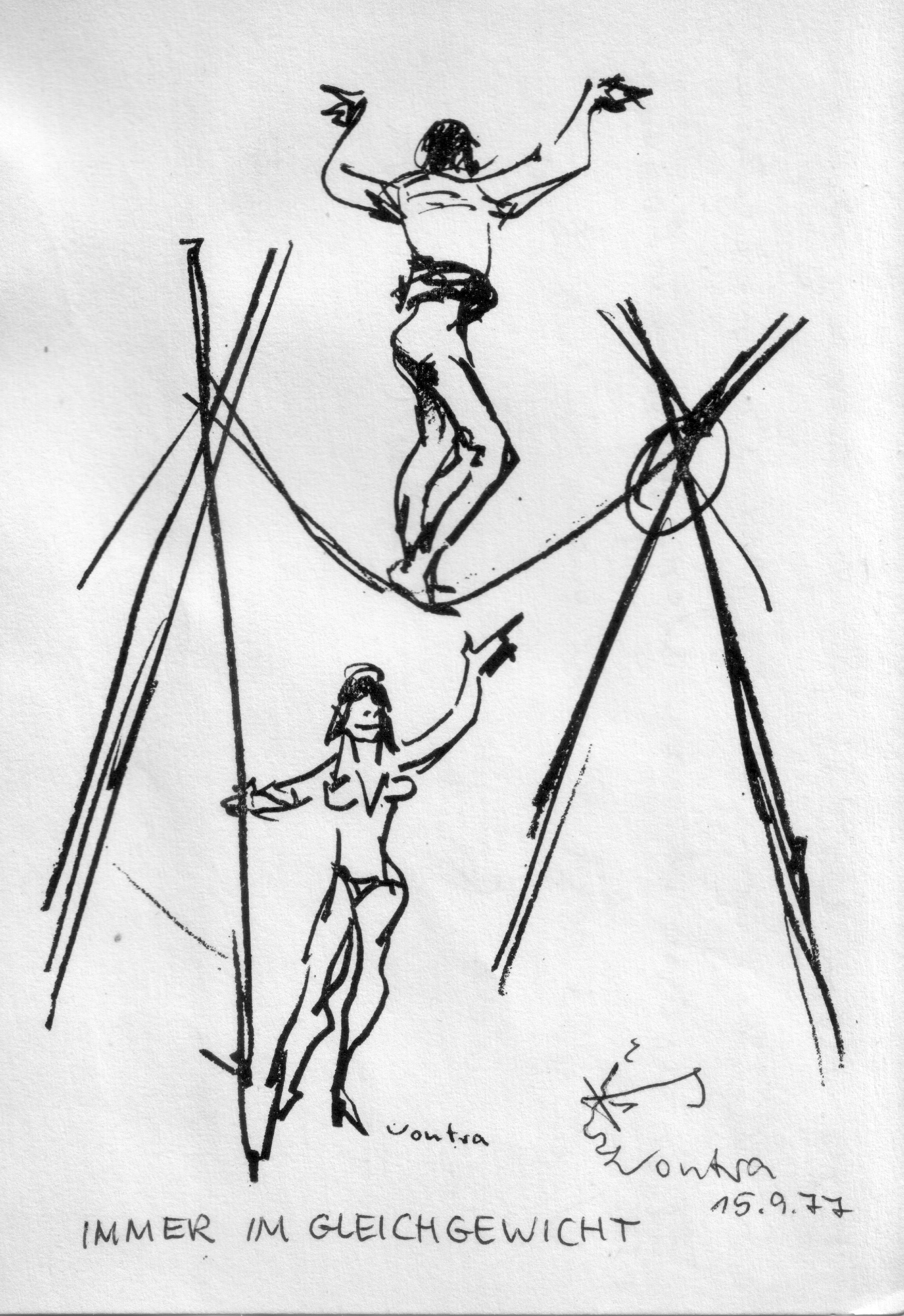
Immer im Gleichgewicht, Federzeichnung 1977

Vontra illustrierte mehr als 50 Bücher und arbeitete als Pressezeichner für mehr als 20 Zeitungen.
In der Berliner Zeitung der 1960er und 1970er Jahre gab es eine Zeichenserie Mit Herz und Schnauze von Gerhard Vontra, die anfangs mit dem Pseudonym „Paule Panke“ unterschrieben war. Porträtiert wurden von Vontra unter anderem Bertolt Brecht, Helene Weigel, Thomas Mann, Günter Grass, Marcel Marceau und Erwin Geschonneck. Neben Karikaturen, Porträts und Pressezeichnungen gehören Landschaftsbilder, vor allem aus seiner Wahlheimat, dem Darß, zu Vontras wichtigsten Werken.

### Originalausgaben (Auswahl)
- Sehreise nach Indien, 1975
- Immer oben bleiben. Menschen, Menschen und nochmals Menschen aus sechs Jahrzehnten
- Tanz und Musik. Karikaturen, 1988
- Kleine Hobuschiade, Prost Ihr Sonnenköppe, 1988
- Immer oben bleiben: Zeichnungen aus sechs Jahrzehnten, Taschenbuch, 2005

### Bücher mit Illustrationen (Auswahl)
- Effi Briest,Fontane, Theodor, Roman mit Illustrationen von Gerhard Vontra, 1954
- Zeigt her eure Füßchen. Ein Buch aus dem Hinterhalt, 1956
- Vontra zeichnet unsere MMM, 1972
- Es stand in der Berliner Zeitung. Witze, 1988
- Lachen up Platt, Taschenbuch, 2006

## Ausstellungen (unvollständig)

### Einzelausstellungen
- 1950: Halle/Saale, Galerie Henning („Gerhard Vontra, Zeichnungen, Aquarelle“)
- postum 2020: Altenburg/Thür., Residenzschloss ("Gerhard Vontra. Bin ich")[3]

### Teilnahme an zentralen und wichtigen regionalen Ausstellungen in der Sowjetischen Besatzungszone und in der DDR
- 1948: Zwickau, Städtisches Museum („Schau der Jüngsten. Maler, Graphiker, Bildhauer“)

- 1953: Leipzig, Bezirkskunstausstellung
- 1954: Altenburg/Thür., Lindenau-Museum („100 Jahre Staatliches Lindenau-Museum“)
- 1975: Altenburg/Thüringen, Lindenau-Museum („Lithografie im Bezirk Leipzig“)
- 1977: Altenburg/Thüringen, Lindenau-Museum („Zeichnung im Bezirk Leipzig“)